# Philibert Nicolas Hemey d'Auberive
Philibert Nicolas Hemey d'Auberive, né à Châlons-sur-Marne en 1739 et mort à Paris le 10 octobre 1815, est un ecclésiastique et littérateur français. Il fut le dernier abbé d'Ébreuil.

## Biographie
Né dans une famille nombreuse de Châlons-sur-Marne, il fut éduqué chez les jésuites de Châlons. Il devint docteur de Sorbonne.
Nommé vicaire général de Lescar, il démissionna assez vite, en désaccord avec les idées jansénistes de l'évêque, Mgr de Noë.
Il s'attacha alors à Mgr de Marbeuf, évêque d'Autun. Il fut chanoine et premier archidiacre d'Autun, abbé de Saint-Pierre-Détrier, prieur de Val-le-Duc. Marbeuf se reposa largement sur lui dans l'exercice de ses charges. En tant qu'évêque d'Autun, Marbeuf était président-né des États de Bourgogne ; Hémey d'Auberive le déchargea d'une part des soucis liés à cette fonction. Il assura le secrétariat de la feuille des bénéfices, dont Marbeuf eut la responsabilité à partir de 1777.
Le 12 mars 1780, il fut nommé abbé d'Ébreuil par Louis XVI. Il résida effectivement à Ébreuil une part de son temps. En 1788, Marbeuf, nommé archevêque de Lyon, le prit comme grand vicaire et l'envoya remettre de l'ordre dans le diocèse, où le précédent archevêque, Antoine de Malvin de Montazet, avait favorisé des personnalités jansénistes, comme le père Valla ou François Jacquemont. Au début de la Révolution, il revint s'installer à Ébreuil.
Il refusa le serment à la Constitution civile du clergé et préféra s'exiler (décembre 1791). Il passa quelque temps en Suisse, mais revint ensuite secrètement à Paris, où il vécut discrètement jusqu'à la fin de la Révolution en se consacrant aux études.
Il se lia à cette époque avec Jacques-André Émery, ancien supérieur général des Sulpiciens, et collabora à la préparation de plusieurs de ses ouvrages comme le Christianisme de François Bacon (1798) ou les Pensées de Descartes sur la religion et la morale (1811).
Bonaparte lui offrit l'évêché de Digne, puis celui d'Agen. Il refusa, donnant la priorité à ses recherches et publications et préférant ne rien devoir à un régime qu'il ne considérait pas comme légitime.
Il consacra la dernière période de sa vie à la préparation d'une édition complète des œuvres de Bossuet, qu'il ne put mener à son terme.

## Œuvre comme abbé d'Ébreuil
Il remit de l'ordre dans les biens de l'abbaye, répara l'église abbatiale et fit construire le nouveau logis abbatial (terminé en 1783) qui existe encore, au nord-est de l'église.
Il réunit et étudia des milliers de titres relatifs à l'abbaye.

## Publications
- George Hay, La Doctrine de l'Écriture sur les miracles, traduit de l'anglais par l'abbé François-Charles Nagot, avec une addition de l'éditeur [l'abbé Hémey d'Auberive], 3 vol., Paris, A. Clo, 1808.
- [Jacques-Bénigne Bossuet], Œuvres de Bossuet, revues sur les manuscrits originaux et les éditions les plus correctes par les abbés Hémey d'Auberive et Caron, 43 vol. in-8°, Versailles, J.-A. Lebel, 1815-1819.